# اینترنت در ژاپن
روزانه بیشتر از ۹۰ درصد مردم ژاپن با اینترنت کار می‌کنند و زندگی روزمره خود را می‌گذرانند. استفاده از تلفن‌های هوشمند برای دسترسی به اینترنت در کشور ژاپن تقریباً برابر با تعداد کاربرانی است، که از رایانه‌ها و تلفن‌های هوشمند برای دسترسی به اینترنت در سال ۲۰۱۵میلادی استفاده می‌کردند و این آمار به سرعت در حال افزایش است.
وزارت امور داخلی و ارتباطات (MIC) ژاپن بر بخشهای مخابراتی، اینترنت و پخش گسترده آن نظارت دارد. در کشور ژاپن استفاده از اینترنت و صفحات مختلف وب بدون هیچ‌گونه محدودیتی قابل استفاده است، اما در این میان دولت ژاپن برای جلوگیری از فساد و ایجاد مشکل در جامعه در کنار استفاده مردم از بستر اینترنت و صفحات وب به فرهنگ سازی در این موضوع پرداخته‌است.

## وضعیت
- کاربرانی که از اینترنت استفاده می‌کنند: ۱۱۷٫۵ میلیون کاربر، نفر پنجم در جهان؛ ۹۲٫۰٪ از جمعیت، طبق آمار رتبه پانزدهم جهان در سال ۲۰۱۵میلادی.[۱]
- پهنای باند ثابت:۳۹٫۸ میلیون اشتراک، سومین کشور در جهان.[۲]
- پهنای باند موبایل: ۱۶۶٫۸۷۹ میلیون اشتراک ۹/۱۳۱ درصد جمعیت، رتبه پنجم در جهان (۲۰۱۶میلادی).[۳]
- میزبان اینترنت: ۷۸٫۲ میلیون نفر، رتبه دوم جهان (۲۰۱۷میلادی).[۴][۵]

## مقررات
صنعت اینترنت ژاپن با خودتنظیم داوطلبانه مشخص می‌شود. در ژاپن کمیسیون نظارتی مستقلی در این مورد وجود ندارد. وزارت امور داخلی و ارتباطات (MIC) ناظر بر بخش‌های ارتباطات از راه دور و اینترنت  است. در حالی که سازمان‌های اجرای قانون تلاش می‌کنند تا مقررات رسمی قوی تری را اعمال کنند. سازمان‌های غیردولتی و خصوصی که توسط شرکت‌های خصوصی در این بخش پشتیبانی می‌شوند برای حل مشکلاتی از این قبیل راه اندازی شده‌اند که شامل انجمن ارزیابی و نظارت بر محتوا برای سیستم عامل‌های تلفن همراه و انجمن ایمنی محتوای اینترنت است، که مدیریت مسدود کردن پورنوگرافی برای کودکان را برعهده دارد.
شرکتNTT، که قبلاً برای دولت ژاپن بود، در سال۱۹۸۵میلادی به یک شرکت خصوصی تغییر کرد و در سال ۱۹۹۹میلادی براساس قانونی که باعث جدایی عملکردی بین تلفن همراه، خط ثابت و خدمات اینترنتی می‌شد، دوباره سازماندهی و برنامه‌ریزی شد. مقررات نامتقارن، با قوانین سخت‌گیرانه تر برای شرکت‌های حمل و نقل با سهم بازار بیشتر، به تنوع بخشیدن به صنعت کمک کرد.
ژاپن سه اپراتور اصلی تلفن همراه دارد که عبارتند از:
1. KDDI
2. DoCoMo NTT
3. Softbank

## تاریخچه
در سپتامبر ۱۹۸۴میلادی، جون مورای از دانشگاه کیو و مؤسسه فناوری توکیو توانست، با یک خط ۳۰۰ bps و با استفاده از یک خط تلفن شبکه انتقال اطلاعات راه اندازی کند. در اکتبر همان سال، در دانشگاه توکیو شبکه انتقال با استفاده خط تلفن راه اندازی شد، که پایه اینترنت در ژاپن بود.
انجمن بین‌المللی آسیای جنوب شرقی در ۸ اوت سال ۱۹۶۷میلادی توسط فیلیپین، مالزی، تایلند، اندونزی و سنگاپور تشکیل شد که برای همبستگی علیه گسترش کمونیسم در ویتنام و شورش در داخل مرزهای خود بود.
در سال ۱۹۹۰میلادی، مالزی پیشنهاد ایجاد یک مجمع اقتصادی را داد که به آن مجمع اقتصادی آسیای شرقی می‌گویند، این مجمع متشکل از پنج عضو وقت از کشورهای برونئی، اندونزی، مالزی، فیلیپین و تایلند است.
خدمات اینترنت خانگی ثابت (ADSL) توسط یک شرکت به نام توکیومتالیک (به‌انگلیسی:Tokyo Metallic) برای اولین بار در سال ۱۹۹۹میلادی ارائه شد. پس از این شرکت دولتی NTT شروع به ارائه خدمات در زمینه اینترنت‌های خانگی نسل اول کرد. در سال ۲۰۰۱میلادی، شرکت بانک نرم‌افزار یک سرویس اینترنت ۱۲ مگابیت بر ثانیه ADSL ارائه کرد. همچنین قیمت ارائه خدمات برای این سرویس حدود ۳۰ دلار یا ۳۰۰۰ ¥ که نصف هزینه سایر شرکت‌های ارائه دهنده خدمات اینترنت بود.
همین موضوع سبب شد تا بازارهای تازه راه افتاده در این زمینه دچار مشکل شود و شرکت‌های تازه تأسیس موجب ورشکستگی شوند. همین امر سبب شد تا شرکت‌های ارائه خدمات اینترنت خانگی برای رقابت با یک دیگر روز به روز علاوه بر کم کردن هزینه سرویس‌های خود سرعت بیشتری را به مشتریان خود ارائه بدهند.
در سال ۲۰۰۴ میلادی، ژاپن یکی ازبهترین کشورها در زمینه ارائه خدمات اینترنتی بود هزینه بسیار پایین خدمات در ژاپن سرعت مطلوب از مزیت‌های اینترنت خانگی در این کشور بود.

## سانسور و نظارت بر اینترنت
قوانین ژاپن آزادی بیان و مطبوعات می‌توانند آزادی بیان داشته باشند و در این کشور هیچ گونه سانسوری بر روی این موضوع وجود ندارد و دولت ژاپن به حقوق آن احترام می‌گذارد. دولت ژاپن تا کنون در زمینه سانسور و جلوگیری از محتواهای ایجاد شده در سطح اینترنت و دسترسی به حقوق کاربران و شهروندان هیچ گونه شکایتی را تا کنون از سوی شهروندان خود نداشته‌است. اینترنت در این کشور به صورت یک پارچه و رایگان در دسترس می‌باشد.